# René Fülöp Miller

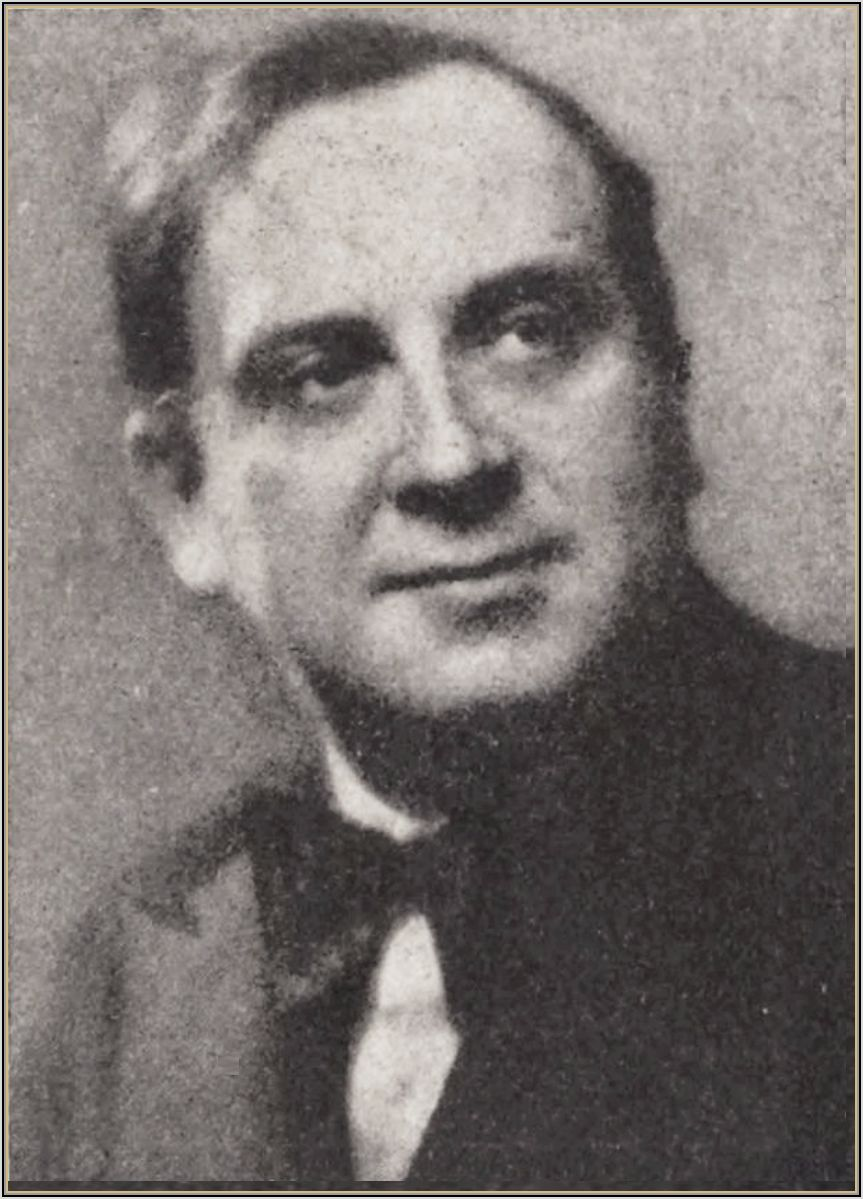
Müller im Jahr 1934

René Fülöp Miller (eigentlich Philipp René Maria Müller * 17. März 1891 in Karansebesch, Österreich-Ungarn, heute Rumänien; † 7. Mai 1963 in Hanover, New Hampshire) war ein ungarisch-US-amerikanischer Schriftsteller und Soziologe österreichisch-ungarischer Herkunft.

## Leben
Mit 17 Jahren kam Fülöp (ungarische Form von „Philipp“) Miller 1908 an die Universität Wien, um dort Chemie und Pharmazie zu studieren. Bei seinen ersten literarischen Versuchen lernte er Stefan Zweig kennen, der ihn nach allen Kräften förderte, und knüpfte Kontakte zu Gina Kaus. Sein Studium führte Fülöp Miller über die Universitäten Berlin und Paris nach Lausanne, wo er sein Studium beendete. Anschließend schrieb er nur noch in deutscher Sprache und unternahm eine längere Studienreise durch Russland, die Vereinigten Staaten und Kleinasien. Der Erfolg, seine Berichte darüber in verschiedenen Feuilletons veröffentlichen zu können, brachte ihn dazu, seinen Lebensunterhalt weniger als Wissenschaftler denn als Journalist zu suchen. Er war Berichterstatter von den Friedenskonferenzen in Genf 1922 und Lugano 1924, reiste 1930 nach Hollywood und lebte dann an verschiedenen Orten Europas.
1939 emigrierte Fülöp Miller von Norwegen aus in die USA, lebte in Croton-on-Hudson (Westchester County) und wurde 1943 US-amerikanischer Staatsbürger. Zwischen 1950 und 1954 lehrte er am Dartmouth College in Hanover, New Hampshire russische Kultur und Soziologie. 1954 wechselte er in gleicher Position an das Hunter College in New York City und kehrte im Herbst 1962 als Dozent wieder an das Dartmouth College zurück. Als seine letzte große Veröffentlichung gilt sein Roman The Silver Bacchanal von 1960.
Während seines Exils zur Zeit der Nazi-Herrschaft arbeitete er auch mit den Pseudonymen Philipp Jakob Müller und René Miller.

## Zitate
„Das Happy End, das allein der seelischen Hygiene Amerikas zu entsprechen scheint, ist somit bis heute sakrosankt, es dient in Demut der amerikanischen Religion des Optimismus und wirkt mit an dem erhabenen Werk der allgemeinen Massenbeglückung.“

„Der Schriftsteller Fülöp-Miller ist gründlich oberflächlich.“

## Veröffentlichungen (Auswahl)

### Als Autor
- Dostojewski am Roulette. Piper, München 1925 (zusammen mit Friedrich Eckstein).
- Macht und Geheimnis der Jesuiten. Eine Kultur- und Geistesgeschichte. 1926. Nachdruck Fourier Verlag, Wiesbaden 1996, ISBN 3-925037-79-9. (zuerst 1929[3])
- Geist und Gesicht des Bolschewismus. Darstellung und Kritik des kulturellen Lebens in Sowjet-Rußland. Amalthea-Verl. Zürich 1926. Unter dem Titel Fantasie und Alltag in Sowjet-Russland. Ein Augenzeugenbericht. Elefanten-Press-Verlag, Berlin 1978.
- Der Heilige Teufel. Rasputin und die Frauen. Grethlein & Co., Leipzig 1927. Der heilige Teufel. Die Wahrheit über Rasputin. Edition LKG, Leipzig 1994, ISBN 3-376-05011-2.
- Lenin und Gandhi. Amalthea-Verlag, Leipzig 1927.
- Das russische Theater. Sein Wesen und seine Geschichte mit besonderer Berücksichtigung der Revolutionsperiode. Amalthea-Verlag, Leipzig 1928 (zusammen mit Joseph Gregor).
- Unter drei Zaren. Die Memoiren der Hofmarschallin Elisabeth Narischkin-Kurakin. Amalthea-Verlag, Leipzig 1930.
- Die Phantasiemaschine. Eine Saga der Gewinnsucht. Zsolnay, Wien 1931.
- Das amerikanische Theater und Kino. Zwei kulturgeschichtliche Abhandlungen. Amalthea-Verlag, Leipzig 1931 (zusammen mit Joseph Gregor)
- Führer, Schwärmer und Rebellen. Die großen Wunschträume der Menschheit. Buckmann, München 1934.
- Leo XIII. und unsere Zeit. Macht der Kirche, Gewalten der Welt. Verlag Rascher, Leipzig 1935
- Katzenmusik. Roman, Wien 1936. Neuausgabe bei Weidle, Bonn 1998, ISBN 3-931135-35-7.
- Kulturgeschichte der Heilkunde. Hrsg. von der Chemischen Fabrik Promonta, Hamburg 1935–1937; F. Bruckmann, München 1937. Kampf gegen Schmerz und Tod. Kulturgeschichte der Heilkunde. Süd-Ost-Verlag, Berlin 1938.
- Triumph over Pain. The Literary Guild of America, New York 1938.
- Die die Welt bewegten. Antonius, Augustinus, Franziskus, Ignatius, Therese. Müller Verlag, Salzburg 1952.
- Endre. Novellentrilogie. Rabenstein, Salzburg 1952.
- Sankt Franziskus, der Heilige der Liebe. Eine Botschaft des Trostes und der Zuversicht. Verlag das Goldene Vließ, Frankfurt/M. 1955.
- The Silver Bacchanal. Novel. Athenaeum Publishers, New York 1960. (archive.org).
- Die Nacht der Zeiten: Roman (Originaltitel: The Night of Time, 1955), mit einem Nachwort von Rolf Bulang, Bonn : Weidle Verlag, ISBN 978-3-949441-08-0

2023,

### Als Herausgeber
- mit Friedrich Eckstein: Die Lebenserinnerungen der Gattin Dostojewskis. Piper Verlag, München 1925.
- Anna Dostoevskaja: Erinnerungen. Das Leben Dostojewskis in den Aufzeichnungen seiner Frau. Mit Friedrich Eckstein. Piper, München 1980, ISBN 3-492-02569-2 (München: Piper 1925).
- Tolstois Flucht und Tod, geschildert von seiner Tochter Alexandra. Mit den Briefen und Tagebüchern von Leo Tolstoi, dessen Gattin, seines Arztes und seiner Freunde. Mit Alexandra Tolstoy.  Die russ. Orig.-Dokumente wurden übersetzt von Vera Mitrofanoff-Demelič, Zürich: Diogenes 2008 ISBN 3-257-23670-0.
- Leonid Großmann: Die Beichte eines Juden in Briefen an Dostojewski, aus dem Russischen. München: Piper, 1927